# Conde de Porto Brandão
Conde de Porto Brandão é um título nobiliárquico criado por D. Luís I de Portugal, por Decreto de 14 de Junho de 1884, em favor de Tomás da Silva Brandão.
Titulares
1. Tomás da Silva Brandão, 1.º Conde de Porto Brandão.